# Bozhidar Kraev
Bozhidar Boykov Kraev (en bulgare : Божидар Бойков Краев), né le 23 juin 1997 à Vratsa en Bulgarie est un footballeur international bulgare. Il évolue au poste de milieu offensif au Wellington Phoenix.

## Biographie

### En club
Né à Vratsa en Bulgarie, Bozhidar Kraev commence sa carrière professionnelle au Levski Sofia.
Le 20 juin 2017, Kraev rejoint le FC Midtjylland où il signe un contrat de cinq ans.
Pour la saison 2019-2020, Kraev est prêté au club portugais du Gil Vicente FC.
Le 11 janvier 2021, il est prêté pour six mois avec option d'achat au FC Famalicão par le FC Midtjylland.
Après une saison blanche en 2021-2022, où il n'entre pas dans les plans de l'entraîneur Bo Henriksen, Bozhidar Kraev n'est pas conservé par le FC Midtjylland qui le laisse partir libre à la fin de son contrat en juin 2022.
Kraev trouve un nouveau club le 22 juillet 2022, rejoignant le club néo-zélandais du Wellington Phoenix.

### En équipe nationale
De 2014 à 2016, Kraev joue neuf matchs de qualification pour le championnat d'Europe des moins de 19 ans avec l'équipe de Bulgarie des moins de 19 ans (en), pour un but marqué contre Chypre (en) le 16 novembre 2015 (match nul 3-3).
En mai 2016, il joue ses trois premiers matchs avec l'équipe de Bulgarie espoirs lors du Tournoi de Toulon 2016. Par la suite, il dispute deux matchs de qualification pour le championnat d'Europe espoirs.
Le 25 mars 2017, Kraev fait ses débuts avec l'équipe de Bulgarie lors d'un éliminatoire de la Coupe du monde 2018 à domicile contre les Pays-Bas (victoire 2-0) en remplaçant Ivelin Popov à la 68e minute, et joue trois autres matchs durant ces éliminatoires.

## Vie privée
Bozhidar Kraev est le frère aîné d'Andrian Kraev, lui aussi footballeur international bulgare

## Palmarès

### En club
- FC Midtjylland
  - Champion du Danemark en 2018
  - Vainqueur de la Coupe du Danemark en 2019 et 2022

### Distinctions personnelles
- Meilleur jeune joueur bulgare en 2014[10] et 2015[11]

## Statistiques
Le tableau ci-dessous récapitule les statistiques de Bozhidar Kraev lors de sa carrière en club :
| Saison                | Club                  | Championnat           | Championnat | Championnat | Coupe nationale | Coupe nationale | Coupe de la Ligue | Coupe de la Ligue | Compétition(s) continentale(s) | Compétition(s) continentale(s) | Compétition(s) continentale(s) | Total | Total |
| Saison                | Club                  | Division              | M.          | B.          | M.              | B.              | M.                | B.                | Comp.                          | M.                             | B.                             | M.    | B.    |
| 2014-2015             | Levski Sofia          | Prva Liga             | 19          | 6           | 8               | 3               | -                 | -                 | -                              | -                              | -                              | 27    | 9     |
| 2015-2016             | Levski Sofia          | Prva Liga             | 29          | 5           | 2               | 2               | -                 | -                 | -                              | -                              | -                              | 31    | 7     |
| 2016-2017             | Levski Sofia          | Prva Liga             | 35          | 11          | 1               | 0               | -                 | -                 | -                              | -                              | -                              | 36    | 11    |
| Sous-total            | Sous-total            | Sous-total            | 83          | 22          | 11              | 5               | -                 | -                 | -                              | -                              | -                              | 94    | 27    |
| 2017-2018             | FC Midtjylland        | Superliga             | 9+8         | 0+1         | 2               | 3               | -                 | -                 | C3                             | 3                              | 1                              | 22    | 5     |
| 2018-2019             | FC Midtjylland        | Superliga             | 11+1        | 0+0         | 2               | 0               | -                 | -                 | C1+C3                          | 0+1                            | 0+0                            | 15    | 0     |
| 2020-2021             | FC Midtjylland        | Superliga             | 9           | 1           | -               | -               | -                 | -                 | C1                             | 7                              | 0                              | 16    | 1     |
| Sous-total            | Sous-total            | Sous-total            | 38          | 2           | 4               | 3               | -                 | -                 | -                              | 11                             | 1                              | 53    | 6     |
| 2019-2020             | Gil Vicente (prêt)    | Primeira Liga         | 32          | 8           | 2               | 1               | 2                 | 0                 | -                              | -                              | -                              | 36    | 9     |
| Sous-total            | Sous-total            | Sous-total            | 32          | 8           | 2               | 1               | 2                 | 0                 | -                              | -                              | -                              | 36    | 9     |
| 2020-2021             | FC Famalicão (prêt)   | Primeira Liga         | -           | -           | -               | -               | -                 | -                 | -                              | -                              | -                              | 0     | 0     |
| Sous-total            | Sous-total            | Sous-total            | -           | -           | -               | -               | -                 | -                 | -                              | -                              | -                              | 0     | 0     |
| Total sur la carrière | Total sur la carrière | Total sur la carrière | 86          | 22          | 12              | 6               | -                 | -                 | -                              | 3                              | 1                              | 101   | 29    |